# Nervi radial
El nervi radial és un nervi del cos humà que forneix terminacions nervioses als músculs del braç, avantbraç, canell, i mà, així com la sensació cutània del dors de la mà. Procedeix del fascicle posterior del plexe braquial amb fibres nervioses procedents de les arrels espinals C5, C6, C7, C8 i T1.
El nervi radial es divideix en una branca profunda, que es converteix en el nervi interossi posterior i continua tornant superficial per innervar el dors de la mà.

## Curs
El nervi radial s'origina d'una branca terminal de l'fascicle posterior del plexe braquial. Passa pel braç, primer al compartiment posterior del braç, i després en el compartiment anterior del braç, d'on continua fins a l'avantbraç i braç.

### Al braç
Des del seu origen del plexe braquial, el nervi radial viatja de manera posterior a través de l'anomenat interval o espai triangular. D'allí entra al braç darrere de les artèries circumflexa i braquial, i després es desplaça fins al costat medial del braç.
Després de donar branques que es dirigeixen lateral del tríceps braquial, entra pel canal de torsió de la cara posterior de l'húmer, anomenat el solc del nervi radial (en llatí,  sulcus nervi radialis ; anomenat clàssicament com solc espiral o canal de torsió). Juntament amb l'artèria braquial profunda, el nervi radial es torça en el solc espiral (d'allí el seu nom, canal de torsió), al voltant dels ventres medial i lateral del tríceps, en el seu camí cap a l'avantbraç, corrent del costat lateral (el costat més allunyat del tòrax), de la cara posterior de l'húmer. Encara en el canal de torsió, produeix una branca al ventre medial del tríceps.
El nervi radial emergeix després del canal espiral a la cara lateral de l'húmer. En aquest punt, travessa el septe o envà intermuscular lateral i entra al compartiment anterior del braç. Continua el seu trajecte en direcció inferior entre els músculs braquial i múscul braquioradial. Quan el nervi aconsegueix la part distal del húmer (la part més allunyada de l'espatlla), passa al davant del epicòndil i continua a l'avantbraç.

### A l'avantbraç
En entrar a l'avantbraç, el nervi radial es ramifica en un feix sensorial primari i un feix motor profund.
- La branca superficial del nervi radial, descendeix a l'avantbraç per sota del braquioradial. Eventualment penetra la fàscia profunda proper al dors del canell. Tots els restants vasos i nervis de la mà entren per la cara palmar del canell.

- La branca profunda del nervi radial, penetra el múscul supinador, després de les quals porta el nom de nervi interossi posterior.[2]

## Branques i innervacions
Les següents són les branques i les destinacions de la innervació del nervi radial-incloent la branca superficial i profunda el nervi interossi posterior.

### Cutanis
La innervació cutània és proveïda pels següents nervis:
- Nervi cutani posterior del braç, que s'origina en l'aixella.
- Nervi cutani lateral inferior del braç, que s'origina al braç (Al solc radial).
- Nervi cutani posterior de l'avantbraç, que s'origina al braç (Al solc radial).

El ram superficial del nervi radial proveeix innervació sensitiva a la majoria del dors de la mà, incloent la pell compresa entre el polze i el dit índex.

### Motor
Les branques musculars del nervi radial, són:
- Tríceps braquial;
- Anconal;
- Braquioradial
- Extensor radial llarg del carp

Les branques profundes del nervi radial, són:
- Extensor radial curt del carp
- Múscul supinador curt

Nervi interossi posterior, una continuació de la branca profunda del nervi radial una vegada que ha passat al múscul supinador:
- Extensor dels dits (Extensor digitorum);
- Extensor propi del menovell (Extensor digiti minimi);
- Cubital posterior (Extensor carpi ulnaris);
- Abductor llarg del polze (Abductor longus pollicis);
- Extensor curt del polze (Extensor pollicis brevis);
- Extensor llarg del polze (Extensor pollicis longus);
- Extensor propi de l'índex (Extensor indicis).

El nervi radial-i la seva branca profunda-proveeix innervació motora als músculs del compartiment posterior del braç i l'avantbraç, els quals són majorment extensors.